# Formiguer escatós
El formiguer escatós (Drymophila squamata) és una espècie d'ocell de la família dels tamnofílids (Thamnophilidae).

## Hàbitat i distribució
Viu a la selva pluvial del sud-est del Brasil.